# Nothaphoebe crassifolia
Nothaphoebe crassifolia är en lagerväxtart som först beskrevs av Ridley, och fick sitt nu gällande namn av André Joseph Guillaume Henri Kostermans. Nothaphoebe crassifolia ingår i släktet Nothaphoebe och familjen lagerväxter. Inga underarter finns listade i Catalogue of Life.